# Liste der Monuments historiques in Saint-Gilles-les-Bois
Die Liste der Monuments historiques in Saint-Gilles-les-Bois führt die Monuments historiques in der französischen Gemeinde Saint-Gilles-les-Bois auf.

## Liste der Bauwerke
| Bezeichnung      | Beschreibung              | Standort | Kennzeichnung | Schutzstatus | Datum | Bild           |
| ---------------- | ------------------------- | -------- | ------------- | ------------ | ----- | -------------- |
| Kirche St-Gilles | Erbaut im 15. Jahrhundert | (Lage)   | PA00089620    | Inscrit      | 1925  | weitere Bilder |

## Liste der Objekte

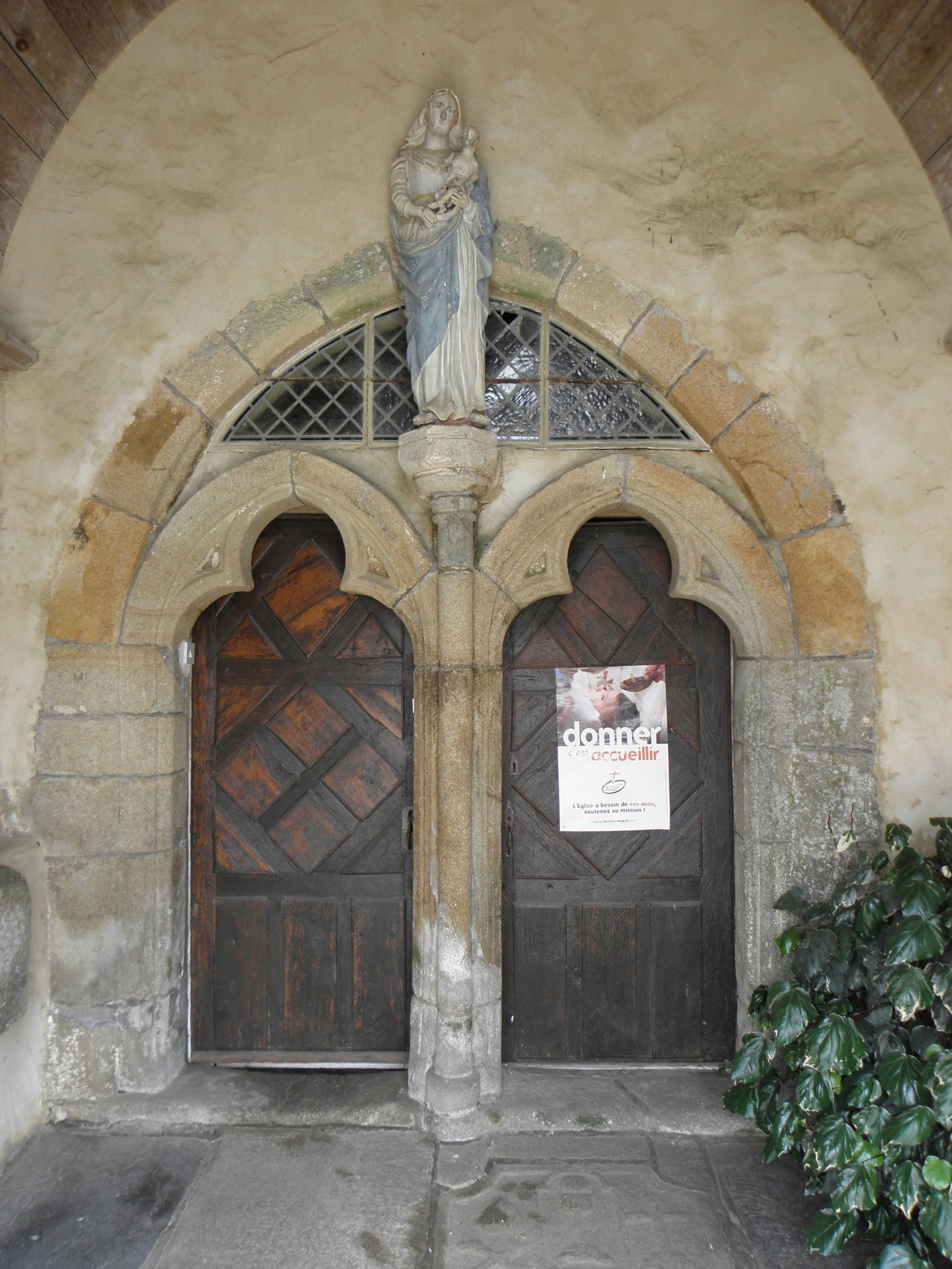
Portal mit Skulptur Madonna und Kind (17. Jahrhundert) der Kirche St-Gilles

- Monuments historiques (Objekte) in Saint-Gilles-les-Bois in der Base Palissy des französischen Kultusministeriums